# アダム・ヘンダーショット
アダム・ヘンダーショット（Adam Hendershott、1983年6月6日 - ）は、アメリカ合衆国の俳優。

## 出演作品
- Ｌｉｆｅ　真実へのパズル シーズン2
- シドニー・ホワイトと７人のオタク
- ギルモア・ガールズ 第7シーズン（ＡＫ）
- コールドケース4
- ギルモア・ガールズ 第6シーズン（ＡＫ）
- ヴェロニカ・マーズ シーズン2
- ＮＣＩＳ　～ネイビー犯罪捜査班 シーズン1
- ＣＳＩ：４　科学捜査班
- ダンク・ブラザース/脱線ファンにご用心（トミー・オハラ）